# Radio Days
Radio Days (br: A Era do Rádio / pt: Dias da Rádio) é um filme estadunidense de 1987, uma comédia dramática escrita, dirigida e narrada por Woody Allen.
As décadas de 30 e 40 foram os momentos áureos do rádio nos Estados Unidos. Inspirado por esse período, Woody Allen escreveu e dirigiu o filme Radio Days, que conta as lembranças de um garoto e sua família judia em Nova Iorque, durante a Segunda Guerra Mundial. Woody Allen narra alguns episódios fictícios do tempo de ouro do rádio norte-americano, e também conta histórias, como se fosse o protagonista, relembrando sua infância permeada pelos programas de rádio da época.

## Contexto e histórico
Naquela época, o rádio tinha um papel preponderante como veículo de comunicação de massa. A melhor maneira de se manter informado sobre os acontecimentos de sua cidade e do mundo era através do rádio. O filme mostra como toda a população norte-americana acompanhou apreensivamente a narrativa do ataque à base naval de Pearl Harbor e o resgate de uma menina que tinha ficado presa no fundo de um poço. Woody Allen também explora bem o rádio como forma de lazer, quando mostra todos os membros da família do pequeno Seth escutando seus artistas e programas de rádio favoritos.
Outra demonstração da influência do rádio na vida das pessoas, e que realmente aconteceu e acabou sendo aproveitado no filme, foi o programa de Orson Welles, inspirado no livro A Guerra dos Mundos, de H.G. Wells. Na ocasião, Orson Welles transmitiu um programa especial do Dia das Bruxas, no ano de 1938, simulando uma série de relatos sobre invasões alieníginas à Terra. O programa causou tanta repercussão que a bolsa de Nova Iorque caiu, e alguns norte-americanos, assustados com a notícia, cometeram suicídio.
A força do rádio também é apresentada através da personagem Sally White, que busca incessantemente trabalhar em um programa de rádio. Ela só consegue sua chance quando melhora sua dicção, porque como o meio rádio se utiliza apenas do som, nunca foi importante a aparência da pessoa. Isto fica evidente com o personagem que vive O Vingador no rádio. No programa, ele é o arquétipo de um super-herói, no entanto, na vida real ele é baixo, pouco atraente e careca.
O filme é interessante por relatar de forma bem humorada e nostálgica a era de maior impacto do rádio, já que na década seguinte ele perdeu espaço com a chegada da televisão. No entanto, mesmo com a sua decadência, podemos dizer, ao assistirmos o filme, que seu apelo foi mais profundo que o da televisão. Por se apoiar apenas no som, ele é naturalmente um veículo que exige mais atenção. Desta forma, naquela época, ele estimulava criativamente os ouvintes, pois cada um construía em sua cabeça aquilo que estava sendo transmitido. As histórias, portanto, ficavam no plano do imaginário, e é isso o que consiste o glamour dos programas radiofônicos.

## Elenco
- Seth Green ....Joe
  - Woody Allen  ....Joe (adulto) / narrador
- Martin Rosenblatt ....sr. Needleman
- Helen Miller ....sra. Needleman
- Julie Kavner ....Tess, a mãe de Joe
- Julie Kurnitz ....Irene
- David Warrilow ....Roger
- Michael Tucker ....Martin, o pai de Joe
- Josh Mostel ....tio Abe
- Renée Lippin ....tia Ceil
- William Magerman ....avô
- Leah Carrey ....avó
- Dianne Wiest ....tia Bea
- Fletcher Farrow Previn ....Andrew
- Oliver Block ....Nick
- Maurice Toueg ....Dave
- Rebecca Nickels .... Evelyn Goorwitz
- Kenneth Mars ....Rabino Baumel
- Andrew B. Clark ....Sidney Manulis
- Judith Malina ....sra. Waldbaum
- Mia Farrow ....Sally White
- Martin Sherman ...ator de rádio
- Todd Field ....Crooner
- Kitty Carlisle ....cantora de rádio
- Mike Starr ....ladrão
- Larry David ....vizinho comunista
- Denise Dumont ....cantora latina
- Tito Puente ....líder da banda
- Danny Aiello ....Rocco
- Peter Castelotti ....sr. Davis
- Jeff Daniels ....Biff Baxter
- Mercedes Ruehl ....Admen
- Diane Keaton ....cantora de Ano Novo
- Rebecca Schaeffer ....filha dos comunistas
- Wallace Shawn ....Vingador Mascarado
- William H. Macy ....voz do rádio

## Produção
A atriz brasileira Denise Dumont fez uma pequena participação no filme, atuando como uma cantora latina cantando a música "Tico-tico no Fubá".

## Principais prêmios e indicações
Oscar 1988 (EUA)
- Indicado nas categorias de melhor direção de arte (Santo Loquasto, Carol Joffe, Leslie Bloom e George DeTitta Jr.) e melhor roteiro original (Woody Allen).

BAFTA 1988 (Reino Unido)
- Venceu nas categorias de melhor figurino (Jeffrey Kurland) e melhor desenho de produção (Santo Loquasto).
- Indicado nas categorias de melhor filme, melhor roteiro original, melhor atriz coadjuvante (Dianne Wiest), melhor edição (Susan E. Morse) e melhor som (Robert Hein, James Sabat e Lee Dichter).

Writers Guild of America 1988 (EUA)
- Indicado na categoria de melhor roteiro escrito diretamente para o cinema.

Festival SESC Melhores Filmes do Ano 1988 (BRA)
- Venceu na categoria melhor filme estrangeiro